# Sultana (battello a vapore)

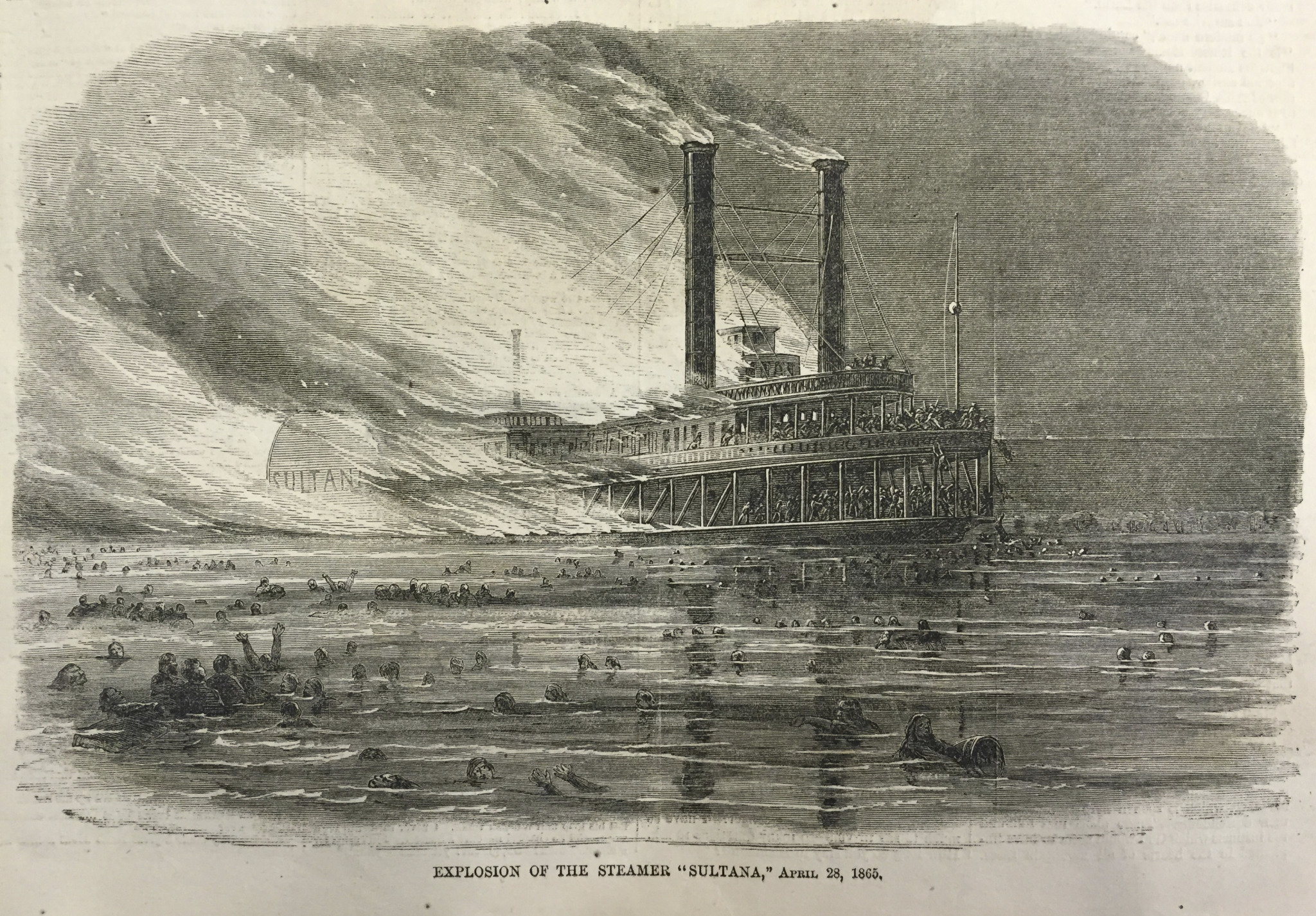
Il Sultana in fiamme, da Harpers Weekly.

Il battello a vapore Sultana era un piroscafo a pale del Mississippi diventato tristemente famoso per essere diventato il protagonista del più grave disastro marittimo nella storia degli Stati Uniti.

## Il disastro
Il 27 aprile 1865 sul fiume Mississippi, non lontano da Memphis, il battello viene distrutto dall'esplosione di tre delle sue quattro caldaie.
Si stima che nell'incidente persero la vita un numero di persone compreso tra 1800 e 2400. Al momento del disastro il Sultana era sovraccarico di passeggeri, in maggioranza soldati e ufficiali dell'esercito nordista rilasciati dai campi di prigionia sudisti. Inoltre il fiume era in piena eccezionale. Il peso notevole, la forza della corrente e alcune riparazioni effettuate frettolosamente (per non perdere il cospicuo incasso pagato dal governo per il ritorno a casa dei militari) provocarono l'esplosione e il successivo incendio che in breve tempo distrusse la nave. Ai passeggeri si presentò la terribile scelta di affrontare le fiamme o gettarsi nelle fredde e impetuose acque del fiume.
La notizia di questo disastro fu in parte oscurata dall'assassinio del presidente Abraham Lincoln e dalle vicende delle ultime settimane della guerra di secessione americana.

## Il battello
Si trattava di un piroscafo a vapore costruito nel 1863 dalla John Lithoberry Shipyard di Front Street a Cincinnati (Ohio). Aveva una stazza di 1559 tonnellate e un equipaggio di 85 persone.